# Mirbelioïdes
 (mars 2025).
Clade
Synonymes
- Bossiaeeae (Benth.) Hutch 1964
- Genisteae sous-tribu des Bossiaeinae Benth. 1865
- Mirbelieae (Benth.) Polhill & Crisp 1982
- Podalyrieae sous-tribu des Mirbeliinae Benth. 1837

Les Mirbelioïdes sont un clade de plantes à fleurs de la famille des Fabaceae. Les études phylogénétiques montrent en effet que la tribu traditionnelle des Mirbelieae doit être fusionnée avec celle des Bossiaeeae au sein d'un groupe appelé le clade des accumulateurs d'acides aminés non protéinogènes.

## Liste des sous-taxons

### groupe aux antipodiaux géants
- Aenictophyton A. T. Lee
- Bossiaea Vent.
- Daviesia Sm.
- Erichsenia Hemsl.
- Gompholobium Sm.
- Goodia Salisb.
- Muelleranthus Hutch.
- Paragoodia I. Thomps.
- Platylobium Sm.
- Ptychosema Benth. ex Lindl.
- Sphaerolobium Sm.
- Viminaria Sm.

### groupe aux sacs embryonnaires multiples

#### grade basal
- Isotropis Benth.
- Jacksonia R. Br. ex Sm.
- Leptosema Benth.

#### groupeCallistachys
- Callistachys Vent.
- Gastrolobium R.Br.

#### gradeOxylobium
- Chorizema Labill.
- Mirbelia Sm.
- Oxylobium Andrews
- Podolobium R. Br.

#### groupePultenaea
- Almaleea Crisp & P. H. Weston
- Aotus Sm.
- Dillwynia Sm.
- Euchilopsis F. Muell.
- Eutaxia R. Br.
- Latrobea Sm.
- Phyllota (DC.) Benth.
- Pultenaea Sm.
- Stonesiella Crisp & P. H. Weston
- Urodon Turcz.

## Publication originale
- (en) Wojciechowski MF, Lavin M and Sanderson MJ (2004). "A phylogeny of legumes (Leguminosae) based on analysis of the plastid matK gene resolves many well-supported subclades within the family". Am J Bot. 91 (11): 1846–862. DOI 10.3732/ajb.91.11.1846, PMID 21652332.